# 童年經驗
童年经验是指一個人从儿童时期（现代心理学一般把从出生到成熟这一时期称为“儿童期”）的生活经历中所获得的体验。童年经验是作家在童年的生活经历中所获得的心理体验的总和。童年文学经验在创作中會重塑和变形，並主要表现为两种方式：一种是通过经验溶入日后的人生经验并以“直接的形式”进入创作，成为一种叙事策略；另一种则是化作一种精神、一种情感或情绪以隐约可见的方式进入创作。在现代文学时期，故乡作为背离乡土的现代作家童年经验中的重要部分，能充分满足现代作家精神返乡的需要，在作家笔下成为了主要的文学表现题材。